# Сен-Бонне-Эльвер
Сен-Бонне́-Эльве́р (фр. Saint-Bonnet-Elvert, окс. Sent Bonet el Vernh) — коммуна во Франции, находится в регионе Лимузен. Департамент — Коррез. Входит в состав кантона Аржанта. Округ коммуны — Тюль.
Код INSEE коммуны — 19186.
Коммуна расположена приблизительно в 420 км к югу от Парижа, в 95 км юго-восточнее Лиможа, в 16 км к юго-востоку от Тюля.
Во время Великой французской революции название коммуны было изменено на Либерте-Бонне-Руж (фр. Liberté-Bonnet-Rouge).

## Население
Население коммуны на 2008 год составляло 190 человек.
| 1962 | 1968 | 1975 | 1982 | 1990 | 1999 | 2008 |
| ---- | ---- | ---- | ---- | ---- | ---- | ---- |
| 261  | 341  | 272  | 230  | 188  | 166  | 190  |

## Экономика

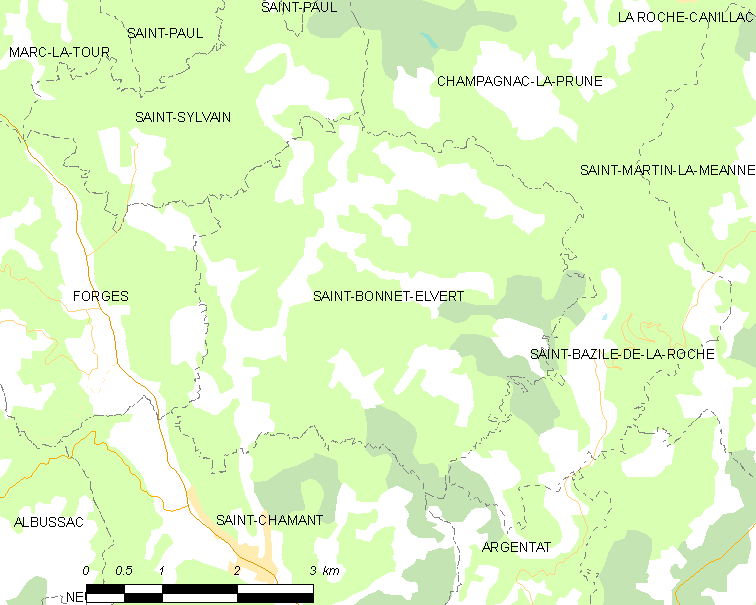
Карта коммуны

В 2007 году среди 103 человек в трудоспособном возрасте (15-64 лет) 68 были экономически активными, 35 — неактивными (показатель активности — 66,0 %, в 1999 году было 65,2 %). Из 68 активных работали 58 человек (32 мужчины и 26 женщин), безработных было 10 (2 мужчин и 8 женщин). Среди 35 неактивных 3 человека были учениками или студентами, 22 — пенсионерами, 10 были неактивными по другим причинам.